# Рођоне (Кремона)
Рођоне је насеље у Италији у округу Кремона, региону Ломбардија.
Према процени из 2011. у насељу је живело 1337 становника. Насеље се налази на надморској висини од 41 м.